# Вулиця Олександра Кушнірука (Хмельницький)
Олександра Кушнірука розташована в мікрорайоні Дубове. Заснована в 1966 р. у колишньому 2-му військовому містечку квартирно-експлуатаційної частини.

## Галерея

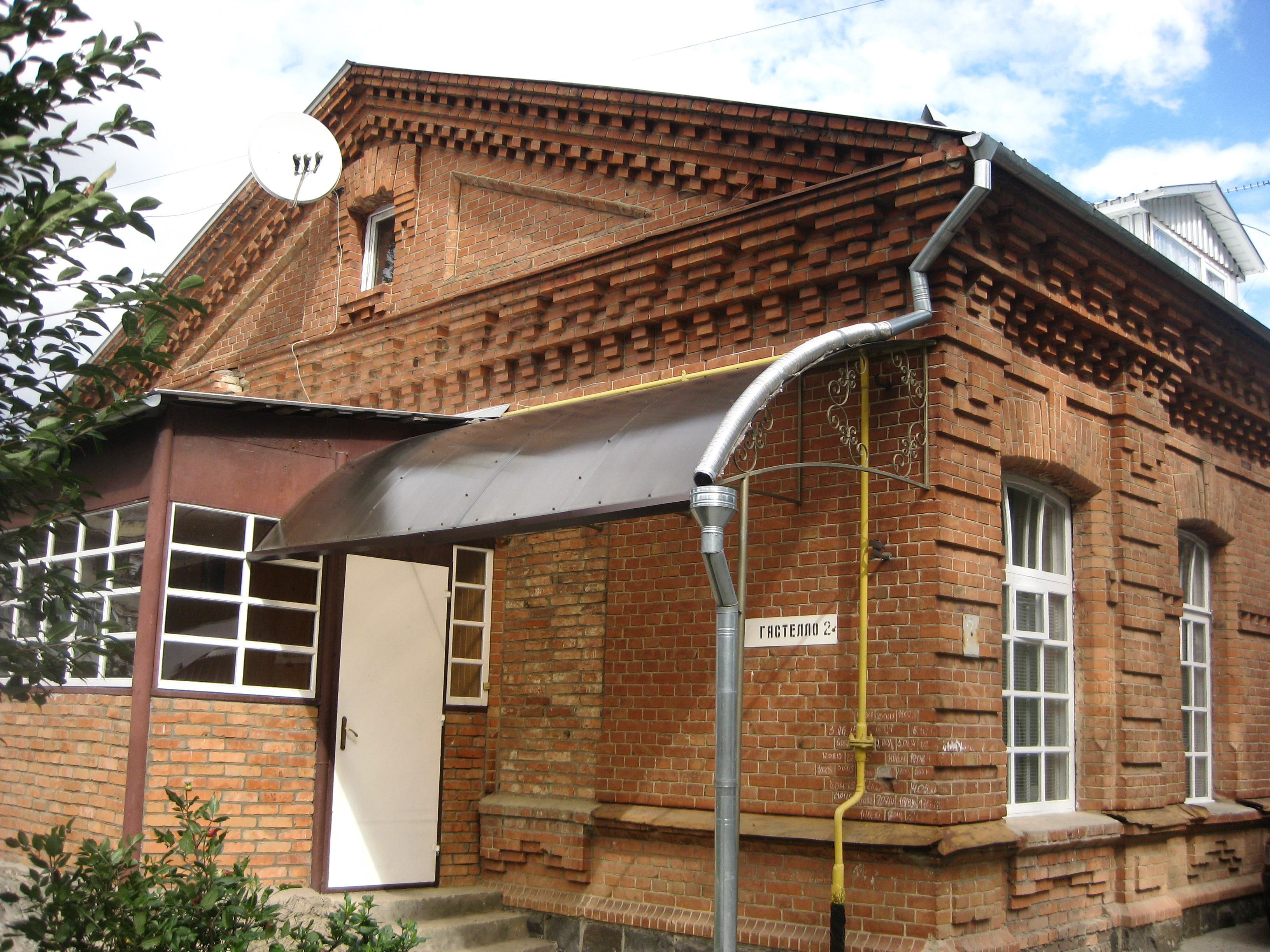
Олександра Кушнірука, 2
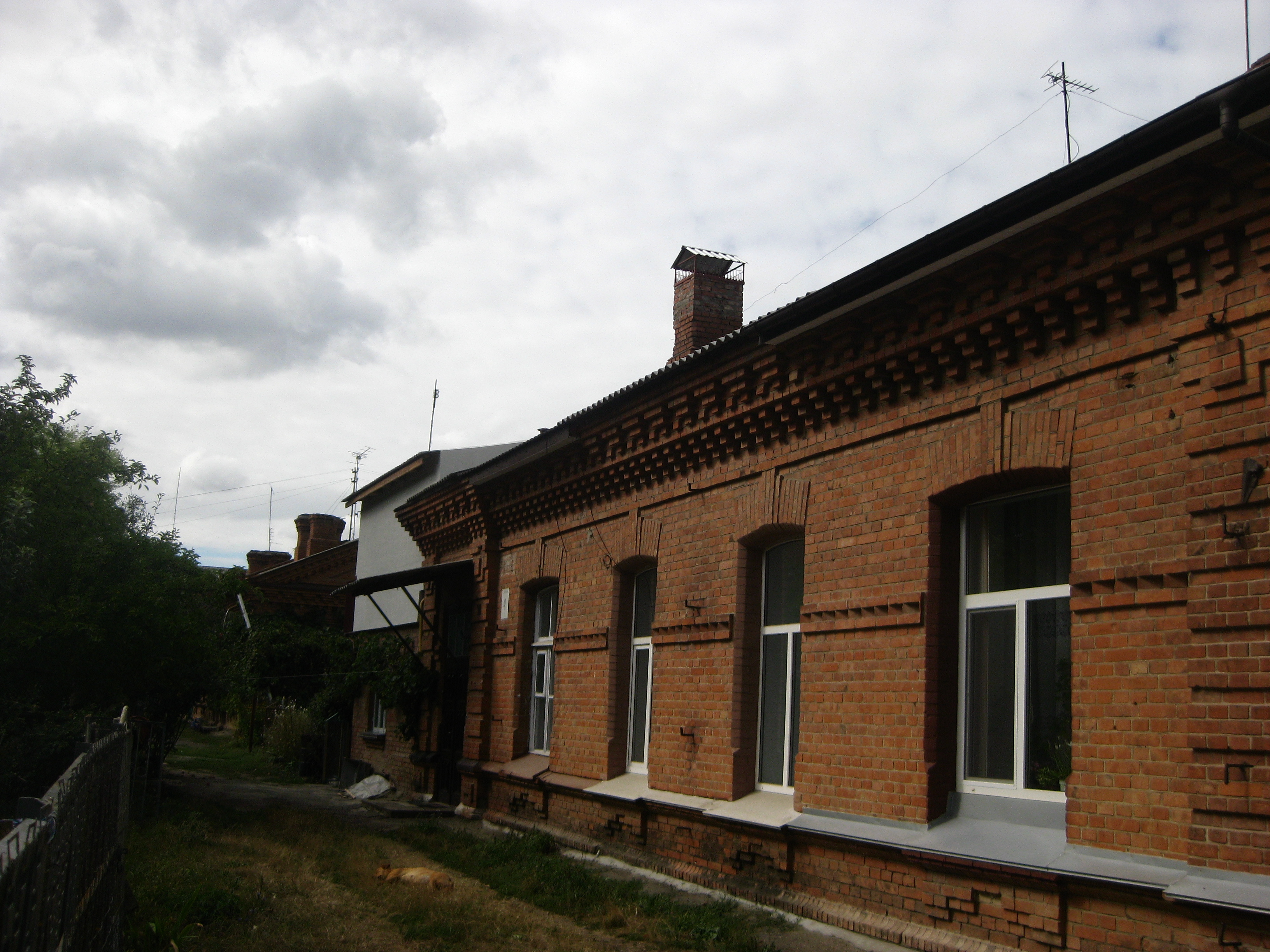
Олександра Кушнірука, 4
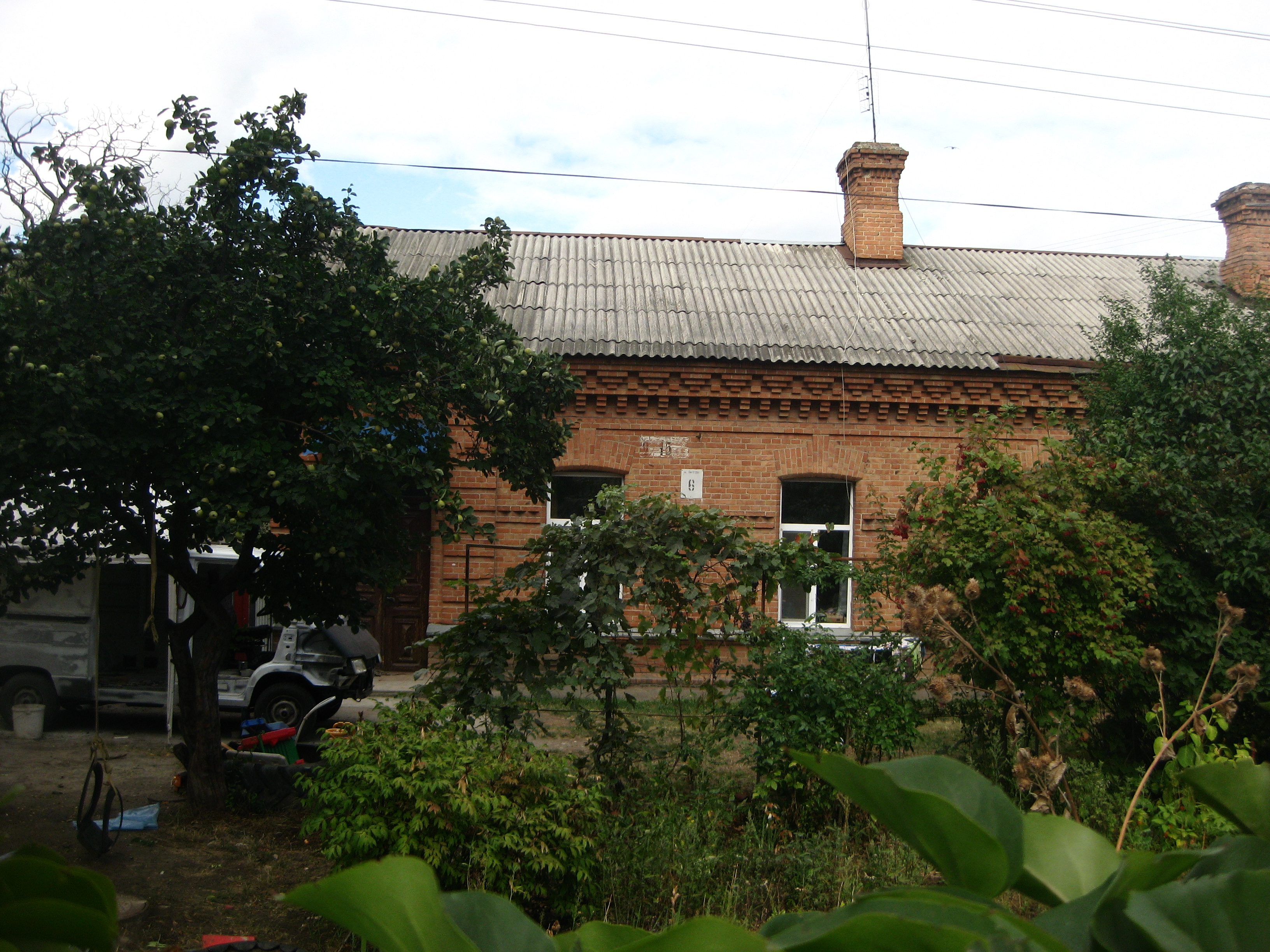
Олександра Кушнірука, 6
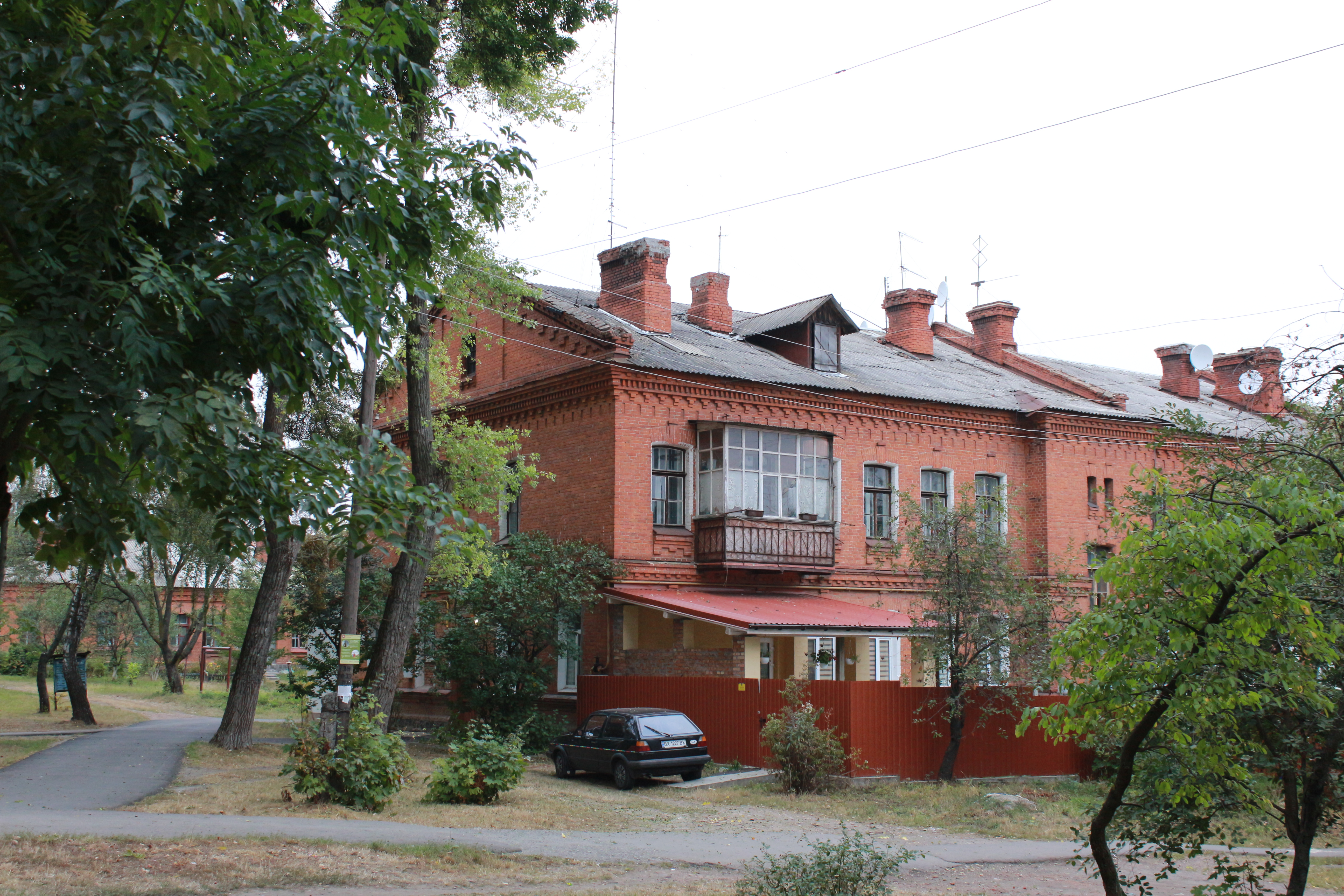
Олександра Кушнірука, 10
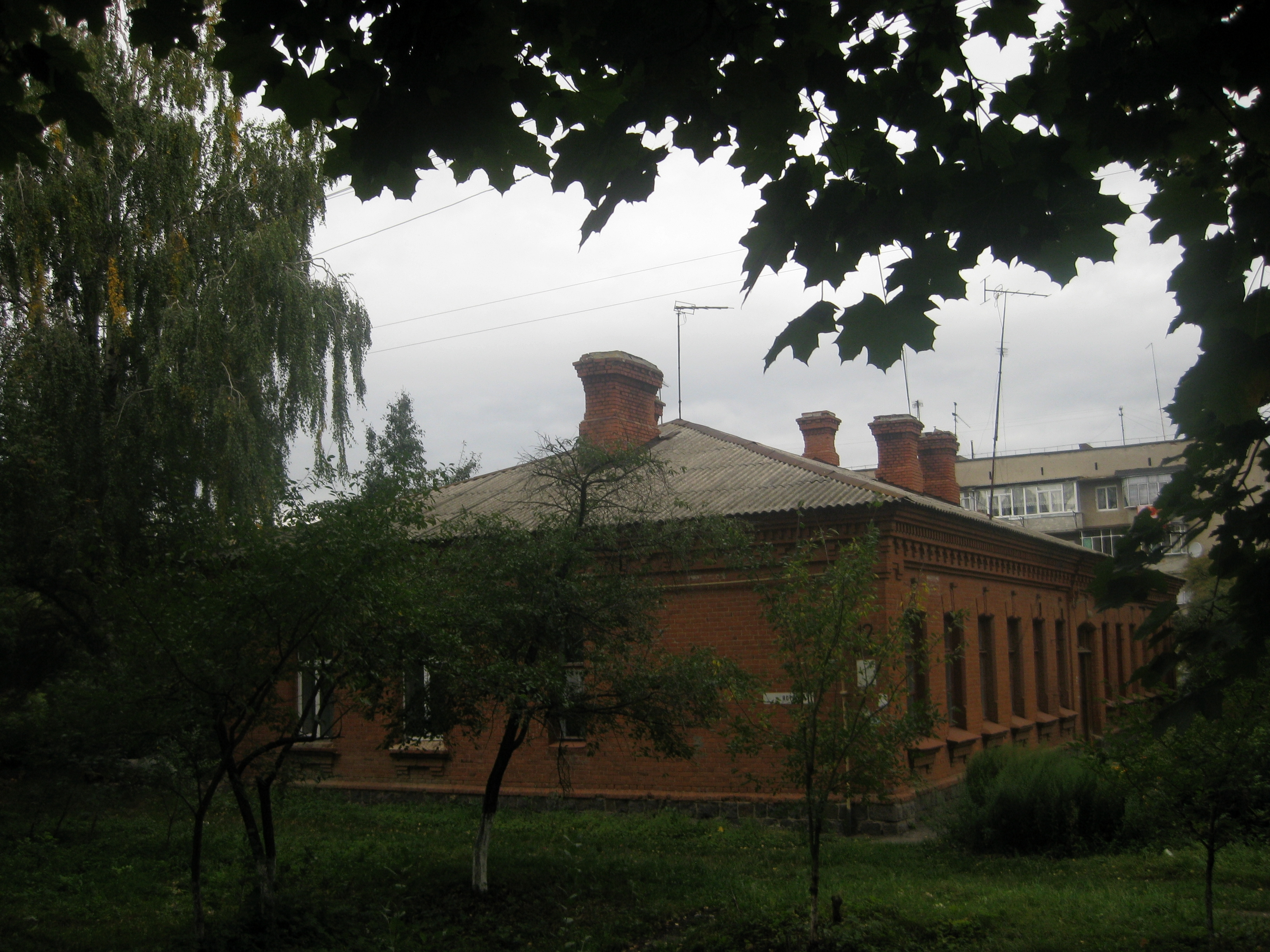
Олександра Кушнірука, 12
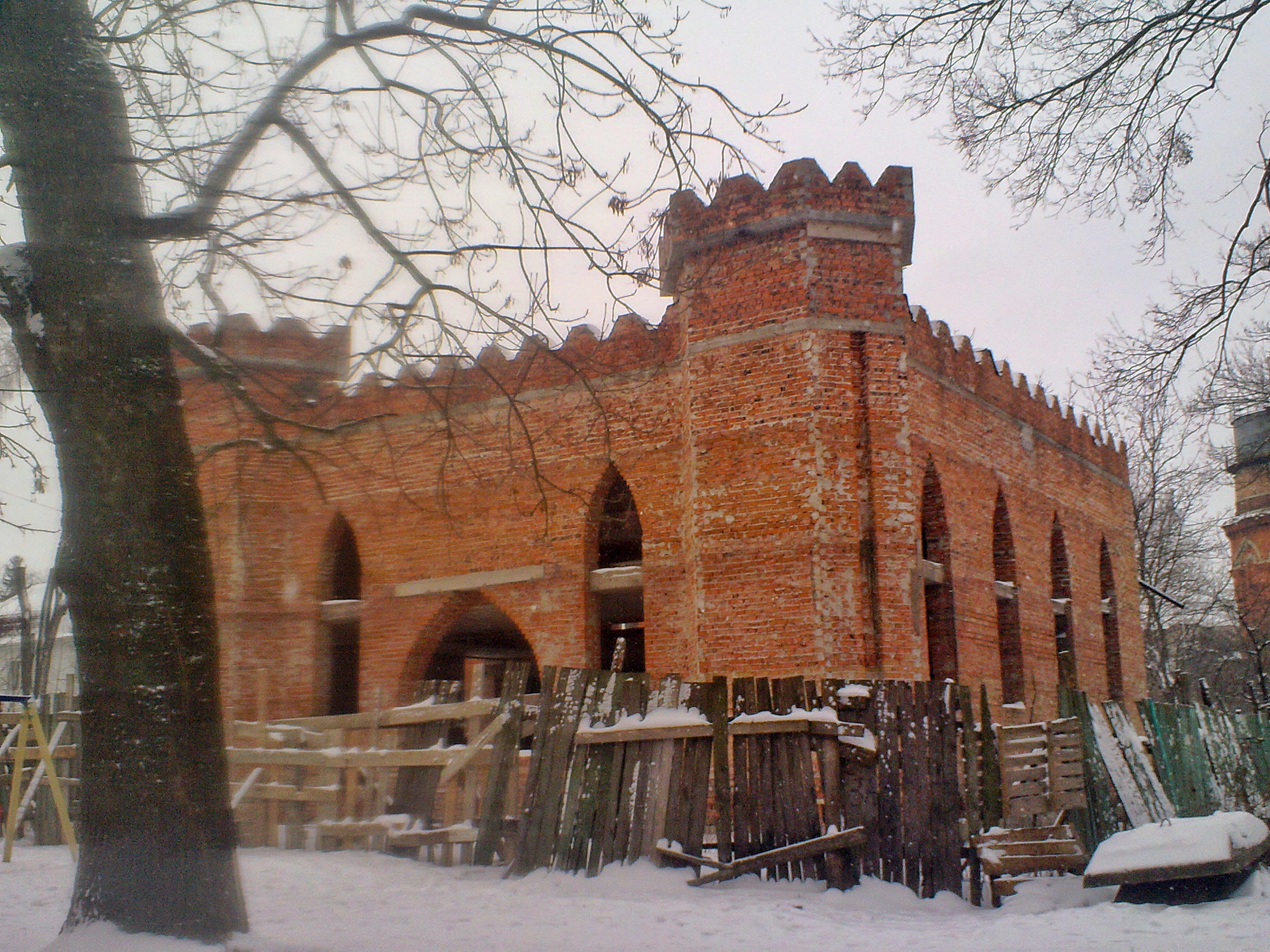
Недобудована «фортеця» на вулиці Олександра Кушнірука
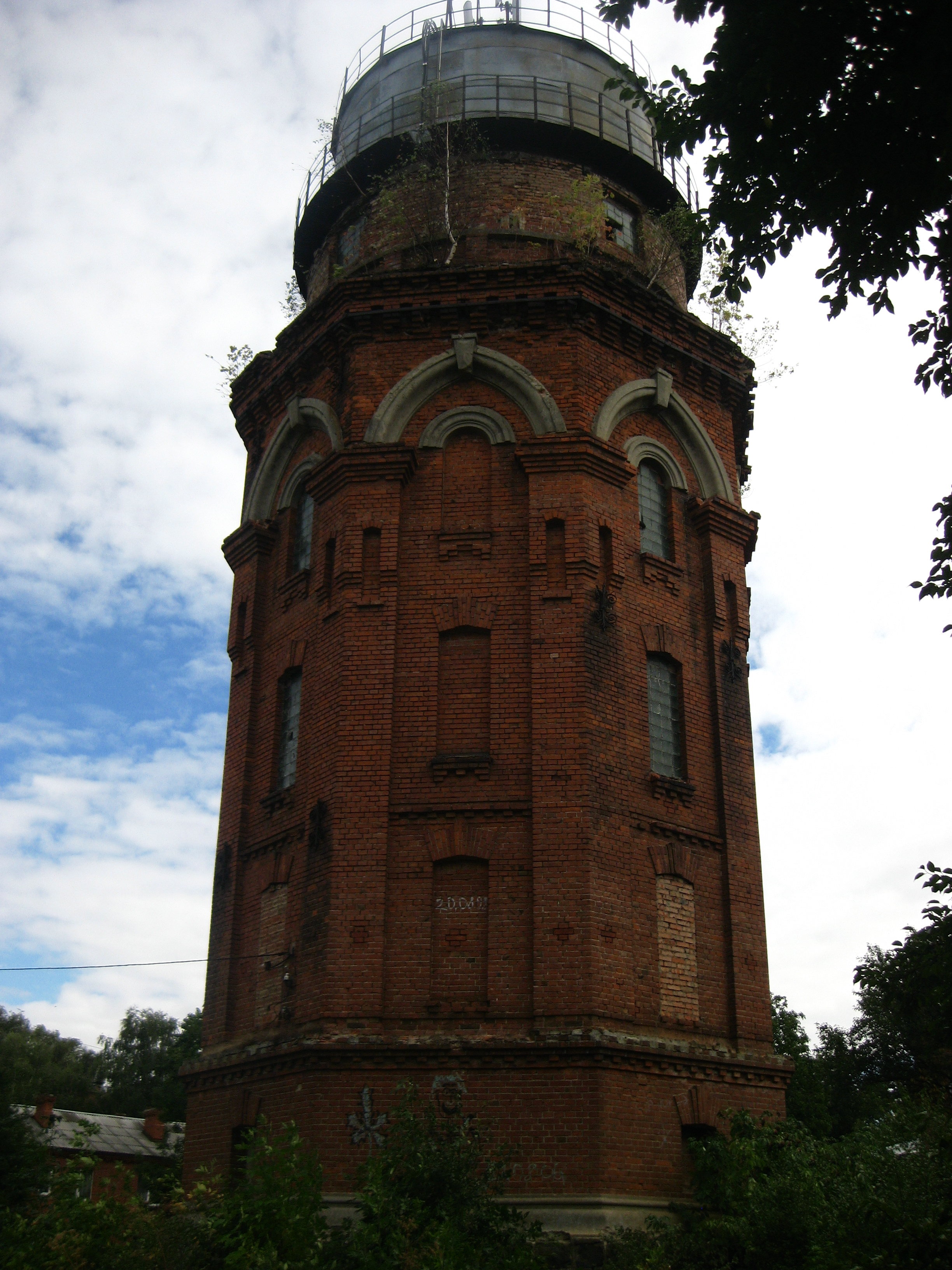
Водонапірна вежа влітку
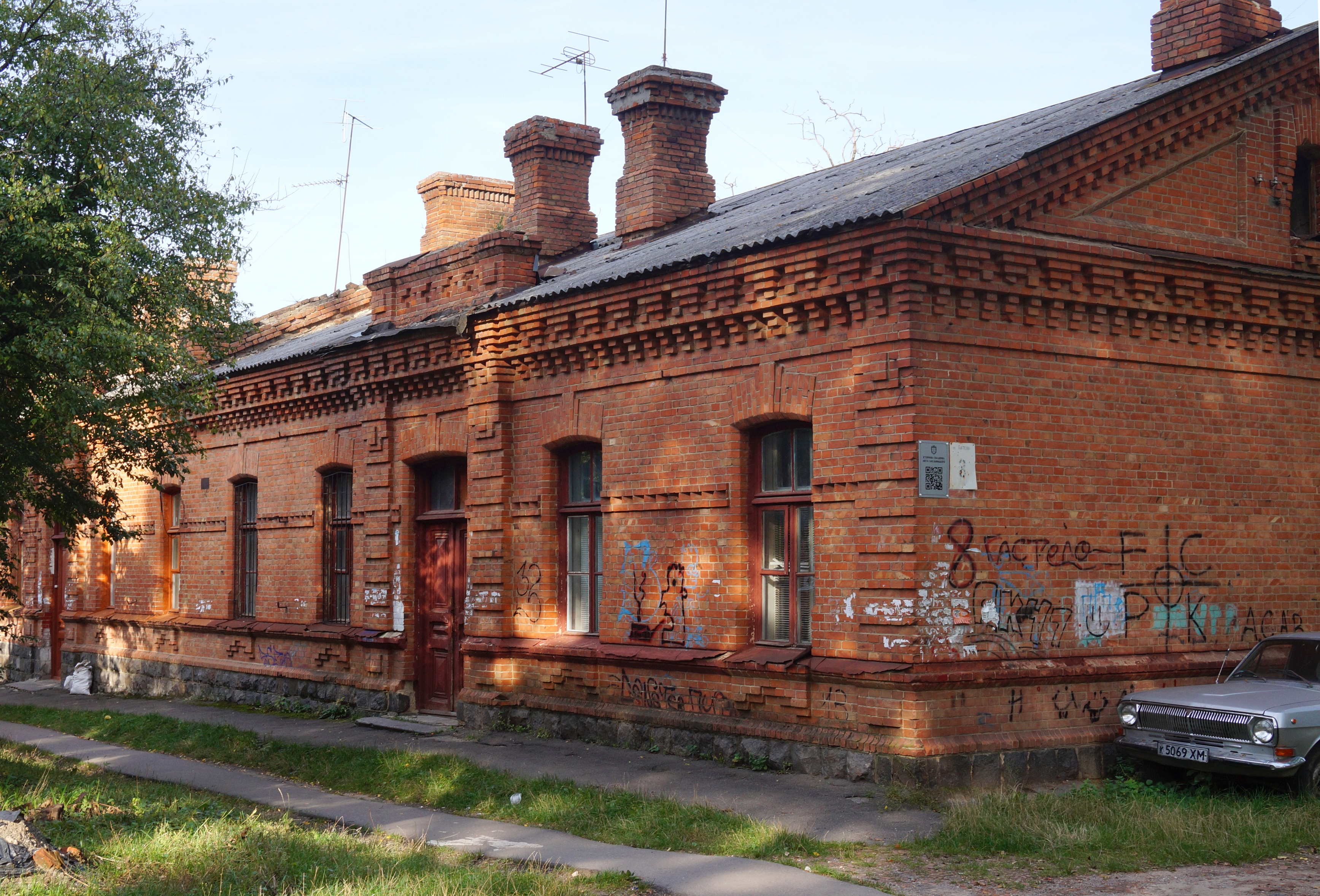
Старий будинок